# Унилинейность
Унилине́йность (от лат. unus «один» и лат. linea «линия») — одна из разновидностей счёта родства, при которой родственные связи детей из поколения в поколение определяются по родителям только одного пола. Такой счёт родства подчёркивает бо́льшую социальную значимость одних родственных связей по отношению к другим. Унилинейность в тех или иных социальных обществах может выступать как матрилинейность, учитывающая связи детей только с матерью, или как патрилинейность, учитывающая связи только с отцом, или как дуолинейность (двойной счёт родства), при которой каждый член общества принадлежит и к матрилинейной, и к патрилинейной группам (параллельное существование двух унилинейных групп в одном обществе у разных групп людей называется билинейностью).
Унилинейный принцип счёта родства чаще всего представлен среди родственных объединений, происхождение которых возводится к общему предку. К таким объединениям, характерным преимущественно для доиндустриальных обществ, относят кланы, линиджи и сибы. Унилинейность противопоставлена неунилинейным правилам счёта родства — амбилинейности и билатеральности. Первое правило счёта выделяется по произвольно чередующемуся определению связи поколений — то по родителям-мужчинам, то по родителям-женщинам, второе правило учитывает родственников индивида с обеих сторон и ориентируется не на общего предка, а на общего родственника, каковым является индивид (в английской научной традиции билатеральными называются все неунилинейные правила счёта родства, в том числе и амбилинейное).
Зачастую понятие «унилинейное общество» выражает принцип унилинейности лишь относительно, поскольку родственные связи, не являющиеся ведущими, также могут быть значимыми. Например, в группе, характеризующейся матрилинейностью, предполагается, что права, обязанности и виды собственности наследуются только через женщин, но в реальных обществах речь идёт о передаче только части таких прав и обязанностей, пусть и основных, некоторая часть прав и обязанностей может передаваться также и через мужчин.
В ряде этнологических работ термин «унилинейность» может обозначать более позднюю стадию развития счёта родства, связанную с появлением развитых генеалогических представлений. Считается, что в таком понимании этого термина унилинейности предшествовал этап, называемый унилатеральностью (в формах матрилатеральности и патрилатеральности). Согласно указанной концепции, после унилинейности принцип счёта родства эволюционировал в билинейность. В прошлом в науке было распространено мнение о том, что матрилинейность исторически предшествовала патрилинейности, но с 1960-х годов обе разновидности унилинейности рассматриваются как равноправно сосуществовавшие ранее и равноправно сосуществующие в настоящее время системы.